# Костенко, Борис Игоревич
Бори́с И́горевич Косте́нко (14 сентября 1960, Воронеж, РСФСР, СССР) — советский и российский журналист и медиаменеджер, репортёр, телеведущий, телепродюсер. Генеральный директор телеканала «Спас» (2009—2011, 2012—2017), ранее возглавлял дирекцию информационных, общественно-политических и спортивных программ канала «ТВЦ» (2000—2001).

## Биография
В 1981 году окончил Московский государственный институт физической культуры.
В 1986 году окончил международное отделение факультета журналистики МГУ им. М. В. Ломоносова. Владеет английским, сербским и венгерским языками.
С 1984 года — стажёр, затем редактор отдела международной информации Главной редакции информации ЦТ. В качестве спецкора готовил репортажи (в том числе и для программы «Время») из-за рубежа (Великобритания, Испания, США, Франция, Швейцария, Югославия, Япония) и из «горячих точек» (Нагорный Карабах, Приднестровье и др.).
В 1986 году — стажёр Национального телевидения Венгрии.
В 1989—1991 гг. — корреспондент программы «До и после полуночи».
В 1991 году — работа в телекомпании CNN.
В 1991—1994 гг. — комментатор и ведущий программ «Утро» (ТСН), «ИТА Новости», «Время».
В 1993—1997 гг. вместе с журналистом Алексеем Денисовым готовил ежемесячную программу «Русскій Міръ» ОРТ.
В 1995 году участвовал в Парламентских слушаниях в Государственной думе при рассмотрении законопроекта о незаконном акционировании «Останкино».
С апреля 1997 по весну 1999 года — генеральный продюсер телекомпании «Московия».
С весны по осень 1999 года — заместитель генерального директора, генеральный продюсер телеканала «РадиоТелеМир».
С июля 2000 по весну 2001 года — директор дирекции информационных, общественно-политических и спортивных программ канала «ТВЦ». Автор и продюсер нескольких прямых трансляций праздничных богослужений (в том числе и Пасхальных) на том же телеканале.
С 2000 года — генеральный продюсер и заместитель генерального директора ООО «Детский мир».
Один из создателей спортивного телеканала «7ТВ», на котором с 2003 по 2005 год работал первым заместителем генерального директора.
Также являлся руководителем Центра общественных связей Олимпийского комитета России.
С июля 2007 года по настоящее время — один из ведущих обсуждения на исторические темы «Час истины» на телеканале «365 дней ТВ».
В апреле 2009 года возглавил телеканал «Спас», где также ведёт программы «Консервативный клуб», «Украинский вопрос» и «Россия и Мир». В мае 2017 года, после назначения генеральным директором телеканала Бориса Корчевникова, остался на канале в должности заместителя генерального директора «Спаса».
15 января 2021 года сменил Кирилла Викторовича Рычкова на посту главного редактора Информационного агентства «АВРОРА».
Мастер спорта СССР по современному пятиборью.